# Wahre Liebe Wartet
„Wahre Liebe Wartet“ – Deutschland (WLW) mit Sitz in Bensheim war der vor allem im ersten Jahrzehnt des 21. Jahrhunderts aktive deutsche Zweig der internationalen christlichen Bewegung True Love Waits (TLW), einem Ableger der Keuschheitsbewegung.

## Geschichte
Am 16. Dezember 1987 begann Jimmy Hester im Auftrag der Southern Baptist Convention (SBC) in den Vereinigten Staaten ein Programm, das junge Leute zur sexuellen Enthaltsamkeit vor der Ehe motivieren sollte. 1992 wurde der Name True Love Waits für die Bewegung während eines Brainstormings entwickelt. An der Bewegung waren neben Protestanten und Katholiken auch Mitglieder anderer Konfessionen beteiligt. 1993 unterschrieb die erste Jugendgruppe aus der Tulip Grove Baptist Church in Hermitage, Tennessee die Selbstverpflichtung. Bis 1994 wurden über 100.000 Verpflichtungskarten unterschrieben. Nach eigenen Angaben wurden bis 2012 etwa drei Millionen Verpflichtungserklärungen weltweit abgegeben.

## Deutschland
Wahre Liebe Wartet wurde in den 1990er Jahren im schwäbischen Kirchenkirnberg auf einer Jahreshauptversammlung der Vereinigung Christen für die Wahrheit (Christians for Truth, cft) gegründet, die als politische und kulturelle Organisation der Mission Kwasizabantu (KSB) angesehen werden kann und personell mit ihr identisch ist. Die in der Schweiz ansässige Organisation, die im Oktober 2018 in Christianity for Today umbenannt wurde, setzt sich unter anderem in der Lebensrechtsbewegung, gegen Gender-Mainstreaming und für die Bewahrung und Förderung christlicher Werte im Allgemeinen ein. Auch andere evangelikale oder freikirchliche Vereinigungen unterstützten die Aktion Wahre Liebe Wartet, wie zum Beispiel das Jugend-, Missions- und Sozialwerk Altensteig.

## Zielsetzung und Aktivitäten
Wahre Liebe Wartet propagierte bei Jugendlichen und jungen Erwachsenen sexuelle Enthaltsamkeit vor der Ehe. Von den zahlreichen Vereinigungen amerikanischen Ursprungs, die Keuschheit propagieren, war Wahre Liebe Wartet die einzige, die auch im deutschsprachigen Raum einen gewissen Bekanntheitsgrad erlangte. Alle Mitglieder unterschrieben eine so genannte „Verpflichtungskarte“ (englisch Commitment card), deren Originaltext lautet:

“Believing that true love waits, I make a commitment to God, myself, my family, my friends, my future mate, and my future children to be sexually abstinent from this day until the day I enter a biblical marriage relationship.”

„In dem Glauben, dass wahre Liebe wartet, verpflichte ich mich gegenüber Gott, mir selbst, meiner Familie, meinen Freunden, meinem zukünftigen Ehepartner und meinen zukünftigen Kindern, von diesem Tag an sexuell enthaltsam zu bleiben bis zu dem Tag, an dem ich eine biblische Ehe eingehe.“

In Deutschland hatte die Aktion 2006 nach eigenen Angaben etwa 10.000 Anhänger im Alter von etwa 16 Jahren bis Anfang 20. Die deutsche Website der Aktion wurde seit 2011 nicht mehr gepflegt und ist seit Mitte 2018 offline.
In der Schweiz hatte die Aktion „Wahre Liebe Wartet“ ihren Sitz in Zürich. Auch hier war der Träger die Kwasizabantu-Mission. Gemäß der Neuen Zürcher Zeitung hatte die Bewegung im Jahr 2000 etwa 3000 Sympathisanten. Ab Januar 2011 nannte sich die Bewegung in der Schweiz vorübergehend Preciousyouth, seit Mitte 2012 Young ’n precious.
Auch in Frankreich, Belgien und den Niederlanden gab oder gibt es die Aktion unter der Schirmherrschaft von Kwasizabantu.

## Kritik an der Keuschheitsbewegung
In den Vereinigten Staaten versorgt True Love Waits auch Lehrer mit Unterrichtsmaterialien zum Sexualkundeunterricht in öffentlichen Schulen. Kernaussage ist, sexuelle Enthaltsamkeit beuge ungewollten Schwangerschaften und sexuell übertragbaren Erkrankungen vor. Kritiker wenden ein, dass man die Jugendlichen auf diese Weise einer einseitigen und unzureichenden Sexualerziehung überlasse. Einige Studien ergaben, dass Schüler, die Enthaltsamkeitsversprechen ablegen, beim ersten Verkehr weniger häufig ein Kondom verwendeten.
Eine Studie der Columbia University und der Yale University kam zu der Ansicht, dass die Wahrscheinlichkeit, dass ein Jugendlicher, der ein Enthaltsamkeitsversprechen ablegte hätte, sich eine sexuell übertragbare Krankheit zuzöge, etwa gleich hoch sei wie bei denjenigen, die kein solches Versprechen abgelegt hätten.  Die Studie stellt fest, dass Keuschheitsversprechen den ersten Geschlechtsverkehr etwa anderthalb Jahre verschieben.